# Бурхі-Ґандак
Бурхі-Ґандак (в Індії) або Будхі-Ґандакі (в Непалі) — річка в Індії і Непалі, що тече паралельно річці Ґандак (Ґандакі) на схід від неї. Її назва означає «старий Ґандак», посилаючись на старе русло річки. Дві річки впадають до Гангу на північний схід від міста Мунґер, хоча ще на початку 20 століття вони зливалося до впадіння.
На річці Бурхі-Ґандак розташовані міста Східний Чампаран, Музаффарпур, Самастіпур, Кхаґарія.